# Championnat du Rwanda féminin de football
Le championnat du Rwanda féminin de football est une compétition de football féminin créée en 2004.

## Palmarès
| Saison    | Champion                                     |
| --------- | -------------------------------------------- |
| 2004      | inconnu                                      |
| 2005      | Ruhengeri                                    |
| 2006      | Inyemera                                     |
| 2007      | Kayonza                                      |
| 2008      | APR                                          |
| 2009      | AS Kigali                                    |
| 2010      | AS Kigali                                    |
| 2011      | AS Kigali                                    |
| 2012      | AS Kigali                                    |
| 2013      | AS Kigali                                    |
| 2014      | AS Kigali                                    |
| 2015      | AS Kigali                                    |
| 2016      | AS Kigali                                    |
| 2017      | AS Kigali                                    |
| 2018      | AS Kigali                                    |
| 2019      | Scandinavia WFC                              |
| 2020      | abandonné à cause de la pandémie de Covid-19 |
| 2021-2022 | AS Kigali                                    |
| 2022-2023 | AS Kigali                                    |
| 2023-2024 | Rayon Sports                                 |
| 2024-2025 | Rayon Sports                                 |

### Bilan par clubs
- 12 titres : AS Kigali
- 2 titres : Rayon Sports
- 1 titre: APR, Kayonza, Inyemera, Scandinavia WFC, Ruhengeri